# Shōichi Osada
Pour les articles homonymes, voir Osada.
Shōichi Osada (長田 庄一, Osada Shōichi) est un ancien banquier japonais né le 2 juillet 1922 dans l'ancienne ville japonaise de Takane, aujourd'hui incluse dans la ville de Hokuto, dans la préfecture de Yamanashi et mort le 15 février 2010.

## Biographie
Ancien négociant en bois, Shōichi Osada possédait et dirigeait la Tōkyō Sowa Ginkō qui a fait faillite en 1999 et a été rachetée par Lone Star, un fonds de pension texan. Shōichi Osada a été fait Chevalier de la Légion d'honneur par Jacques Chirac en 1994.
Dans les années 1990, au cœur de la tempête économique japonaise, la Tōkyō Sowa Ginkō a dû faire face aux problèmes des créances douteuses qui ont ruiné nombre de banques japonaises. Afin de camoufler la faillite de la banque, l'équipe dirigeante a procédé à des malversations financières qui ont entraîné notamment l'arrestation de son fondateur, Shōichi Osada en 2000 et sa condamnation en 2003 à 3 ans de prison pour fraudes financières.

## Affaire du compte japonais de Jacques Chirac
En 2001, à la veille de l'élection présidentielle française, Gilbert Flam, magistrat détaché à la DGSE (ancien collaborateur du ministre socialiste Georges Sarre et époux d'une élue socialiste de la mairie de Paris), a ouvert une enquête au Japon pour vérifier des soupçons d'existence de comptes bancaires appartenant à Jacques Chirac à la Tōkyō Sowa Ginkō et les liens pouvant exister entre Jacques Chirac et Shōichi Osada.
Cette enquête aurait été considérée par Jacques Chirac comme une manipulation politique qui aurait été commanditée par Lionel Jospin dans le but de lui nuire à la veille de l'élection présidentielle. Elle n'a pas réussi à confirmer ces soupçons.
Gilbert Flam affirme qu'il n'y a eu aucune enquête de la DGSE sur des comptes supposés de Jacques Chirac. L'enquête n'aurait porté que sur Shōichi Osada qui voulait investir en France.
Le général Philippe Rondot a été chargé en 2001-2002 d'une enquête interne pour savoir si des services secrets français  et notamment Gilbert Flam avait enquêté sur lui. Il aurait indiqué sur un procès-verbal d'audition par les magistrats chargés de l'affaire de manipulation « Clearstream » que ce compte avait ouvert à sa connaissance en 1992, mais il a démenti par la suite cette information. 
Au mois de novembre 2006 est publié dans un livre le document secret de la DGSE du 11 novembre 1996 faisant état du compte secret japonais de Jacques Chirac.